# 錫爾赫特市
24°53′30″N 91°53′00″E / 24.8917°N 91.8833°E
錫爾赫特又译锡莱特（锡尔赫特话：ꠍꠤꠟꠐ Silôţ，孟加拉語：সিলেট Ṣileţ）為錫爾赫特專區及錫爾赫特縣的首府及主要城市，位於孟加拉國東北部，於2009年3月取得孟加拉都會城市(metropolitan city)的地位。錫爾赫特位於蘇爾馬河(Surma River)谷地旁，周圍則有傑因蒂亞、卡西、特里普拉等丘陵。城市人口526,412（2011年）。茶園及热带雨林為錫爾赫特地區的特色。以英國籍孟加拉人為主所投資的旅館、購物中心及高級住宅造就錫爾赫特商業繁榮，使錫爾赫特成為孟加拉最富裕的城市之一。
錫爾赫特歷史上曾歷經不同文化影響並留下遺址，於14世紀時將伊斯蘭教帶入孟加拉的「聖潔者」沙阿·賈拉勒(英語：Shah Jalal)的陵墓位於城內，因而錫爾赫特有「聖城」之稱。於英屬印度時期，錫而赫特劃入阿薩姆邦；歷經印巴分治後，錫爾赫特屬東巴基斯坦的一部分，現在則由孟加拉國管轄。

## 地理及氣候
錫爾赫特位於孟加拉東北部錫爾赫特專區的錫爾赫特縣，氣候屬副熱帶濕潤氣候，夏季較為溼熱且相當顯著，冬季稍微涼爽，錫爾赫特位於季風氣候帶中，最高平均高溫達31°C(8月-10月)，最低平均低溫為7°C(1月)，全年降雨量的8成集中於5月至9月。
錫爾赫特接近孟加拉與印度邊界，周邊為丘陵地形，其中則有低地，錫爾赫特的自然地理仍以丘陵為主，丘陵間則有當地稱為「池塘」的大型窪地，性質上屬河跡湖，因1762年的地震所導致地層陷落而形成。錫爾赫特專區北方與印度梅加拉亞邦接壤，東側接阿薩姆邦，南部與特里普拉邦為界，西部與孟加拉婆羅門巴里亞縣、內德羅戈納縣、吉紹爾甘傑縣相連，全區面積12,569平方公里，約占孟加拉8%的國土面積。
錫爾赫特地區涵蓋多元地貌，周邊地勢較高，為上新世至中新世時期的地形，如卡西、傑因蒂亞等丘陵，靠近中央分布大量碟狀窪地。區域內各地有石灰岩沉積顯示此區域於漸新世至中新世時期仍位於海平面以下。在最近150年內，錫爾赫特遭遇3次芮氏規模7.5以上的大地震，最近一次發生於1918年，但仍有多人仍不知道錫爾赫特位於孟加拉的地震好發帶。
| 錫爾赫特          | 錫爾赫特 | 錫爾赫特 | 錫爾赫特  | 錫爾赫特   | 錫爾赫特   | 錫爾赫特 | 錫爾赫特   | 錫爾赫特   | 錫爾赫特   | 錫爾赫特  | 錫爾赫特 | 錫爾赫特  | 錫爾赫特      |
| 月份              | 1月      | 2月      | 3月       | 4月        | 5月        | 6月      | 7月        | 8月        | 9月        | 10月      | 11月     | 12月      | 全年          |
| ----------------- | -------- | -------- | --------- | ---------- | ---------- | -------- | ---------- | ---------- | ---------- | --------- | -------- | --------- | ------------- |
| 平均高温 °C（°F） | 23 (73)  | 27 (80)  | 30 (86)   | 31 (88)    | 29 (85)    | 30 (86)  | 31 (88)    | 31 (87)    | 30 (86)    | 28 (83)   | 27 (81)  | 24 (75)   | 29 (84)       |
| 平均低温 °C（°F） | 10 (50)  | 13 (55)  | 18 (64)   | 21 (69)    | 22 (71)    | 24 (75)  | 25 (77)    | 24 (76)    | 24 (75)    | 21 (70)   | 17 (62)  | 13 (55)   | 19 (66)       |
| 平均降水量 mm（） | 10 (0.4) | 25 (1)   | 100 (4.1) | 350 (13.7) | 560 (21.9) | 810 (32) | 800 (31.5) | 620 (24.5) | 510 (20.2) | 240 (9.5) | 25 (1)   | 7.6 (0.3) | 4,070 (160.1) |
| 来源：Weatherbase |          |          |           |            |            |          |            |            |            |           |          |           |               |

## 經濟
國外匯款在城市及地區經濟成長中扮演重要角色，資金主要來自海外錫爾赫特人，尤以英國的錫爾赫特社群最顯著。海外孟加拉人於2005年至2006年間的財政年度，匯款數額成長了25%，達48億美元，伴隨孟加拉政府監督銀行運作，匯款量於2007年估計可達55億美元。錫爾赫特各地商業銀行約有400億塔卡的閒置資金，為孟加拉其他地區少見。
隨著錫爾赫特對於購物中心及公寓的需求增加，營造業因此蓬勃發展，海外資金投資興建的西式購物中心也成為錫爾赫特天際線的主要景觀。

## 人口
錫爾赫特市政機關內的人口於2007年時約427,265人，估計2008年達463,198人(人口密度17,479人/平方公里)，城市人口成長率約1.73%，較1991年時的1.93%略為下降。2001年時識字率為69.73%。
塞海蒂語為錫爾赫特及錫爾赫特專區內的主要通行語言，被認為是孟加拉語方言之一，該語言包含獨立的書寫方式，但在某些情況下仍會以孟加拉語書寫或交談。
宗教信仰方面，信仰伊斯蘭教約占總人口85%，印度教佔15%，另有少部分信仰佛教及基督教，佛教和基督教的比例小於0.1%。信仰伊斯蘭教者大部分屬遜尼派的哈乃斐派，但信仰蘇非主義仍有一定人口。

## 體育
板球及足球為錫爾赫特最盛行的運動項目，錫爾赫特專區板球隊為規模最大的隊伍，並以市內唯一的體育場「錫爾赫特體育場」為比賽主場，該體育場建於1965年，能容納15,000人。

## 交通
錫爾赫特的交通以三輪車、嘟嘟車、公車、小巴士及汽車為主，每天約有8萬輛的人力車於街上行駛。而公車服務則於2008年漲價，漲幅超過3成，漲價幅度約介於4至15.95塔卡。

## 友好城市
錫爾赫特與以下城市締結友好城市：
- 約旦安曼省安曼
- 英國大倫敦哈姆雷特塔倫敦自治市
- 英國聖奧爾本斯哈特福郡
- 英國大曼徹斯特郡羅奇代爾都市自治市

## 外部連結
- 孟加拉百科全書-錫爾赫特市